# Butte (Nebraska)
Butte település az Amerikai Egyesült Államok Nebraska államában, Boyd megyében, melynek megyeszékhelye is. Lakosainak száma 286 fő (2020. április 1.).

## Népesség
A település népességének változása:
| Lakosok száma | 366  | 326  | 286  |
|               | 2000 | 2010 | 2020 |